# Pirotecnia

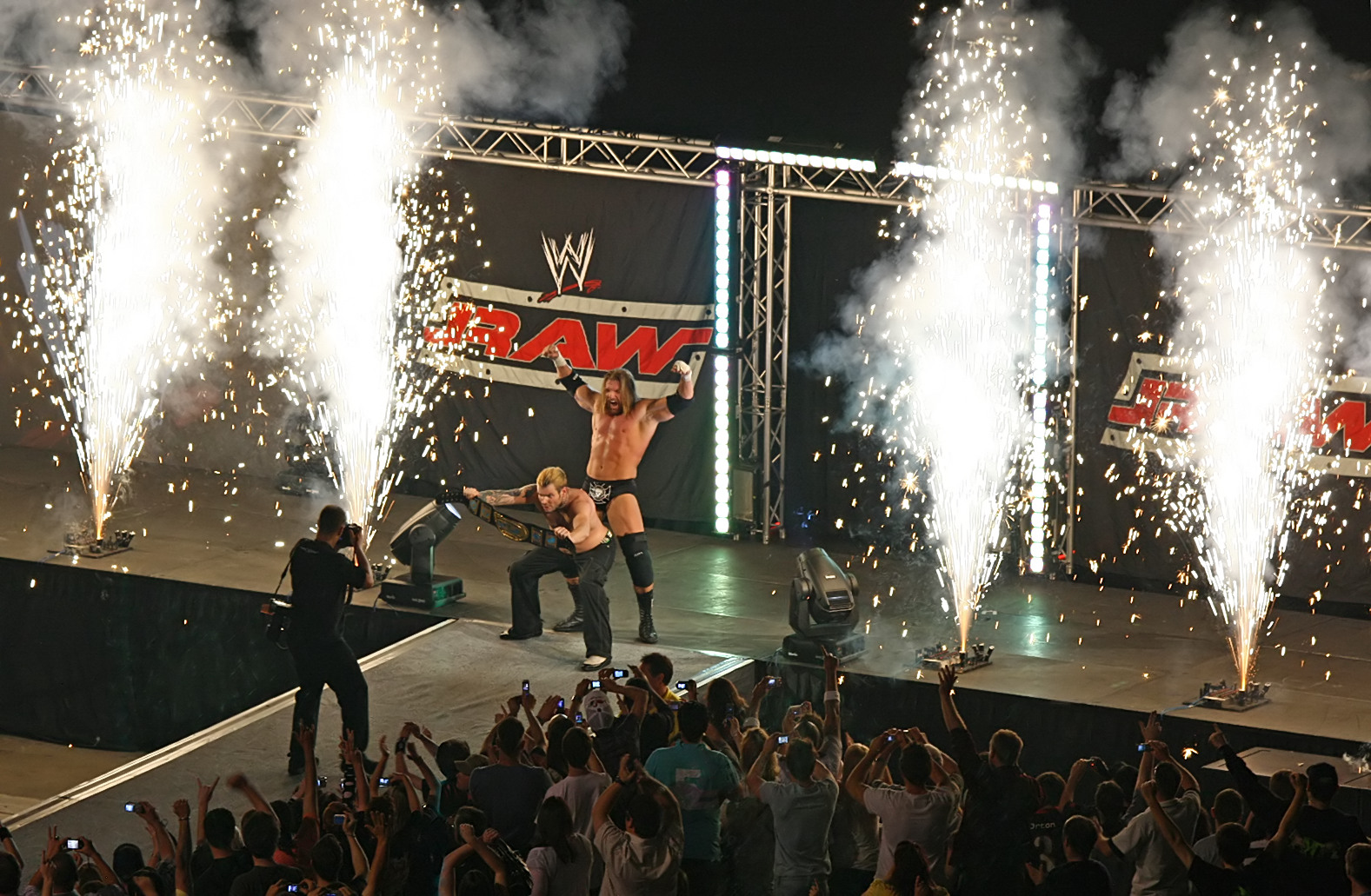
Efeitos pirotécnicos tipo gerb utilizados durante evento da WWE.

A pirotecnia é a ciência ou arte que utiliza o fogo e outras substâncias e artefatos explosivos ou combustíveis para produzir luzes, gases, fumaça, calor ou som. O nome vem da junção das palavras gregas pur ("fogo") e tekné ("arte" ou "técnica"). A pirotecnia inclui, dentre outras coisas, os fogos de artifício, palitos de fósforo, dispositivos pirotécnicos para acionamento de assentos ejetores, para inflar o sistema de airbags ou mesmo para salvatagem, balizamento e emergências de embarcações em alto mar através de foguetes sinalizadores, sinais de fumaça, etc.
Pessoas que trabalham na fabricação, desenvolvimento, manuseio, utilização profissional e armazenagem de pirotecnia são denominados como pirotécnicos ou blaster pirotécnico.

## Histórico

Página do livro Elémens de Pyrotechnie (1811), de Claude F. Ruggieri demonstrando os componentes de um morteiro.

A pirotecnia surgiu como consequência da invenção da pólvora. Não se sabe exatamente quando iniciou-se a produção ou utilização de pirotécnicos devido a falta de documentação e registros históricos, porém, alguns de seus primeiros indícios foram durante a existência do império romano e o início da era Cristã, surgindo entre chineses, indianos e egípcios, sendo ensinada para os gregos e posteriormente aos romanos. A pirotecnia seria utilizada para fins militares e comemorativos, permanecendo assim por anos.
Por volta do século XI e XII, os árabes trouxeram a pirotecnia de volta a tona, desta vez com misturas incendiárias novas, agregando seu conhecimento com sais e minerais que produziriam cores ou luzes mais intensas quando queimadas juntas a pólvora. Neste mesmo período, por volta de 1232, surgem registros que romanos e mongóis teriam utilizado de flechas foguetes para guerrear, além de registros de venda de pólvoras em países como a Bélgica, Inglaterra e Escócia nos anos de 1313 e 1327.
Entre 1630 e 1850, os fogos de artifício se popularizavam e começavam a ser desenvolvidos de maneira similar ao que conhecemos hoje. Claude F. Ruggieri é considerado o pai dos fogos coloridos, tendo escrito o livro Elemens de Pyritechnie em 1811, ensinando suas técnicas e experiências com outros compostos químicos para fabricação de fogos de artifício. Em 1878, era patenteada a primeira pistola sinalizadora, conhecida como Very pistol.
A pirotecnia serviu de base para a indústria de fogos de artifício, para a indústria bélica, para a pirotecnia militar e até mesmo para o desenvolvimento de foguetes espaciais e tecnologias variadas utilizadas para fins civis e militares.

## Uso no entretenimento

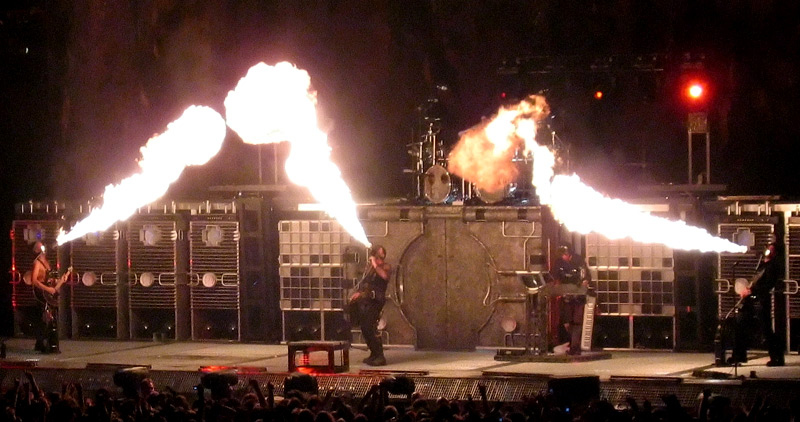
A banda Rammstein utiliza efeitos pirotécnicos com frequência em suas apresentações.

O uso de artefatos pirotécnicos, fogos de artifício e dispositivos para gerar chamas, fagulhas ou efeitos explosivos no meio do entretenimento é comum em shows e concertos, musicais, gravações de séries, novelas e filmes, performances e festivais dos mais variados tipos e temas. Os artefatos utilizados geralmente são seguros para uso em ambiente interno (também conhecidos como fogos indoor).
Bandas e artistas como Rammstein, KISS, Pink Floyd, Sabaton, Nightwish, Green Day, Lordi, dentre outras, utilizam efeitos pirotécnicos em suas apresentações com frequência. Efeitos pirotécnicos também são muito utilizados em eventos esportivos como nas lutas da WWE, em aberturas ou encerramentos de partidas de futebol e em diversos tipos de premiação ou apresentação durante estes eventos.
Devido ao fato destes efeitos serem utilizados muitas vezes em lugares fechados ou com certa proximidade ao público, plateia ou componentes inflamáveis, estes produtos destinados a uso indoor não podem oferecer riscos de incêndio, por isto geralmente são produzidos com materiais alternativos como a nitrocelulose.

## Shows pirotécnicos

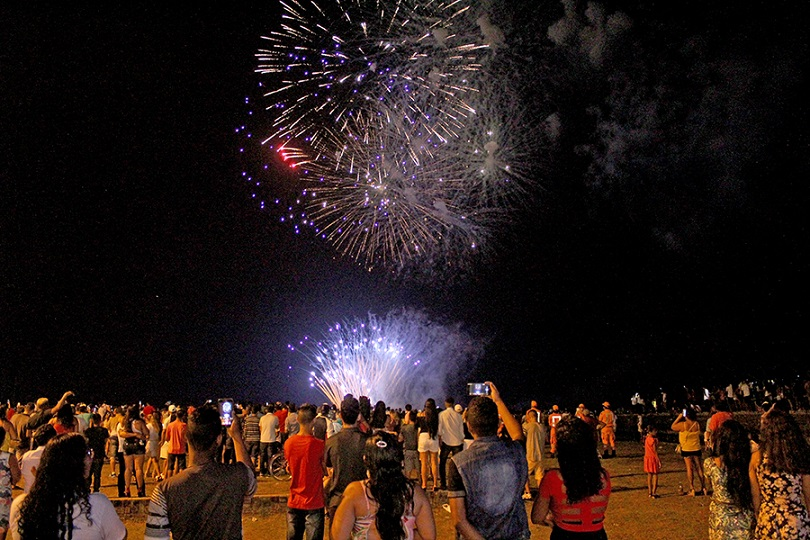
Show pirotécnico de reveillon na cidade de Macapá, no Amapá.

Os shows pirotécnicos (também conhecidos como queimas de fogos) são espetáculos realizados em céu aberto com a utilização de fogos de artifício. Em geral, são realizados para simbolizar a comemoração de alguma data ou evento específico como um feriado (ano-novo, festa junina, natal, carnaval, aniversário de cidade, dentre outros) ou um evento social (aniversários, inaugurações, shows, festas, eventos esportivos, dentre outros).
No Brasil, estes shows ou queimas de fogos dependem de autorização concedida por autoridade municipal, pelo Corpo de Bombeiros e de um blaster pirotécnico responsável pela elaboração do projeto e disparo dos fogos de artifício. A montagem dos fogos deve respeitar regras de distanciamento seguro da carga explosiva e área de disparo em relação ao público e a outras construções e estabelecimentos.

## Segurança

Um profissional pirotécnico montando uma queima de fogos.

Produtos pirotécnicos são perigosos e devem ser utilizados apenas por profissionais ou pessoas devidamente treinadas, respeitando regras e normas de segurança para evitar acidentes, incêndios ou explosões graves.
Produtos de uso interno (fogos indoor) devem ser bem instalados e fixados em locais seguros, distante de qualquer material inflamável ou combustível. Apesar da segurança e da possibilidade de uso destes artefatos em ambientes fechados, todos os cuidados devem ser tomados a fim de evitar incêndios, lesões em pessoas que estejam próximas ou a falha destes artefatos. Em 1984, o cantor Michael Jackson sofreu um incidente com fogos de artifício enquanto gravava um comercial de TV para a Pepsi, quando fagulhas atingiram seu cabelo e causaram queimaduras de segundo grau no couro cabeludo do cantor.
Produtos destinados a uso externo não podem ser utilizados em ambientes fechados, geralmente estes dispositivos pirotécnicos oferecem um risco grave devido a necessidade do emprego de fogo para seu funcionamento. Incêndios em lugares fechados como os ocorridos em 2001 na casa de shows Canecão Mineiro, em 2004 na República Cromañon e em 2013 na boate Kiss foram causados pelo uso indevido de fogos de artifício que eram destinados a uso em ambiente externo.
Para shows pirotécnicos ou queimas de fogos, o cuidado deve ser maior e o isolamento correto da área de detonação deve ser bem feito, pois os explosivos utilizados são maiores e com poder destrutivo maior. A montagem da área de detonação e preparação do espaço para o show de fogos deve seguir regras especificadas pela prefeitura, corpo de bombeiros, governo estadual e só poderá ser realizada por um blaster pirotécnico, que deverá apresentar um projeto e planta detalhada, além de toda a documentação para a realização de um show de fogos de artifício. No ano novo de 2019 para 2020, um quiosque na Praia de Itaparica, em Vila Velha, ES foi multado em quase 6 mil e 600 reais por ter causado um acidente que resultou em um tumulto com 17 feridos durante uma queima de fogos realizada sem autorização.